# Pomadasys olivaceus
Pomadasys olivaceus és una espècie de peix de la família dels hemúlids i de l'ordre dels perciformes.

## Morfologia
Els mascles poden assolir els 55 cm de longitud total.

## Distribució geogràfica
Es troba des de l'Àfrica oriental i Madagascar fins a Aràbia, Índia i Malàisia. També a Namíbia.